# Leodobodus
Leodobodus (latinisierte Form von Leudobod) war ein spätantiker Schnitzer, möglicherweise auch Kleriker.
Leodobodus ist heute einzig noch durch seine Signatur auf einer Gürtelschnalle bekannt. Diese wurde aus Walrosszahn geschnitzt und zeigt Jesus Christus bei einer Fußwaschung. Auf der Rückseite des Bügels findet sich die dreiregistrige lateinische Signatur EGO LEO|DOBO|DUS FICIT (ich Leudobod habe es gemacht). Fundort und Herkunftsort des Stückes sind nicht bekannt. Als Fundort vermutet wird das Rheinland, möglicherweise Köln, erworben wurde sie im Dezember 1988 vom Römisch-Germanischen Museum in Köln; hergestellt wurde die Schnalle vermutlich in Burgund. Der Name Leudobod, der aus der latinisierten Namensform hergeleitet wird, spricht dafür, dass es sich um einen Handwerker germanischer Herkunft handelt. Über die Datierung ist man sich in der Forschung uneins, vielfach wird eine Datierung um das Jahr 600 angenommen, es gibt aber auch Datierungsvorschläge für die Mitte des 7. Jahrhunderts oder erst das 8. Jahrhundert.